# Dolnośląska Fabryka Maszyn Elektrycznych
Die Dolnośląska Fabryka Maszyn Elektrycznych (deutsch „Niederschlesische Elektromaschinenfabrik“) mit Sitz in Breslau ist ein polnischer Hersteller von Elektromaschinen (Generatoren und Motoren). Das Unternehmen produziert heute vor allem Generatoren für Wasserkraftwerke, wie z. B. für das Kraftwerk Keselstraße in Kempten.
Von 1947 bis 1990 hieß die Firma Dolnośląskie Zakłady Wytwórcze Maszyn Elektrycznych („Dolmel“). 1990 wurde das Unternehmen von ABB übernommen, die es 1999 wieder verkaufte. 2003 wurde die heutige DFME gegründet.